# 山葉犀牛

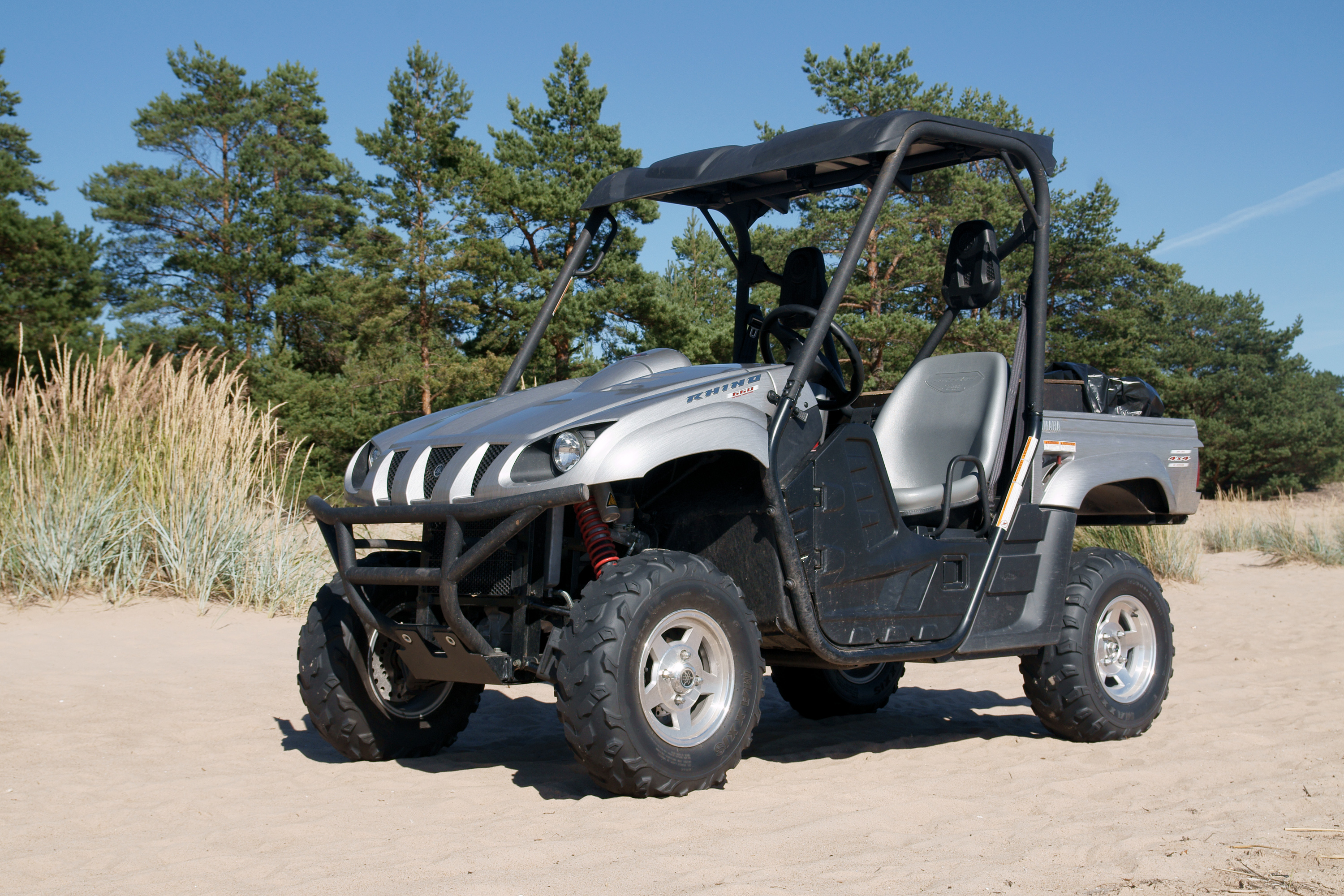
銀色山葉犀牛

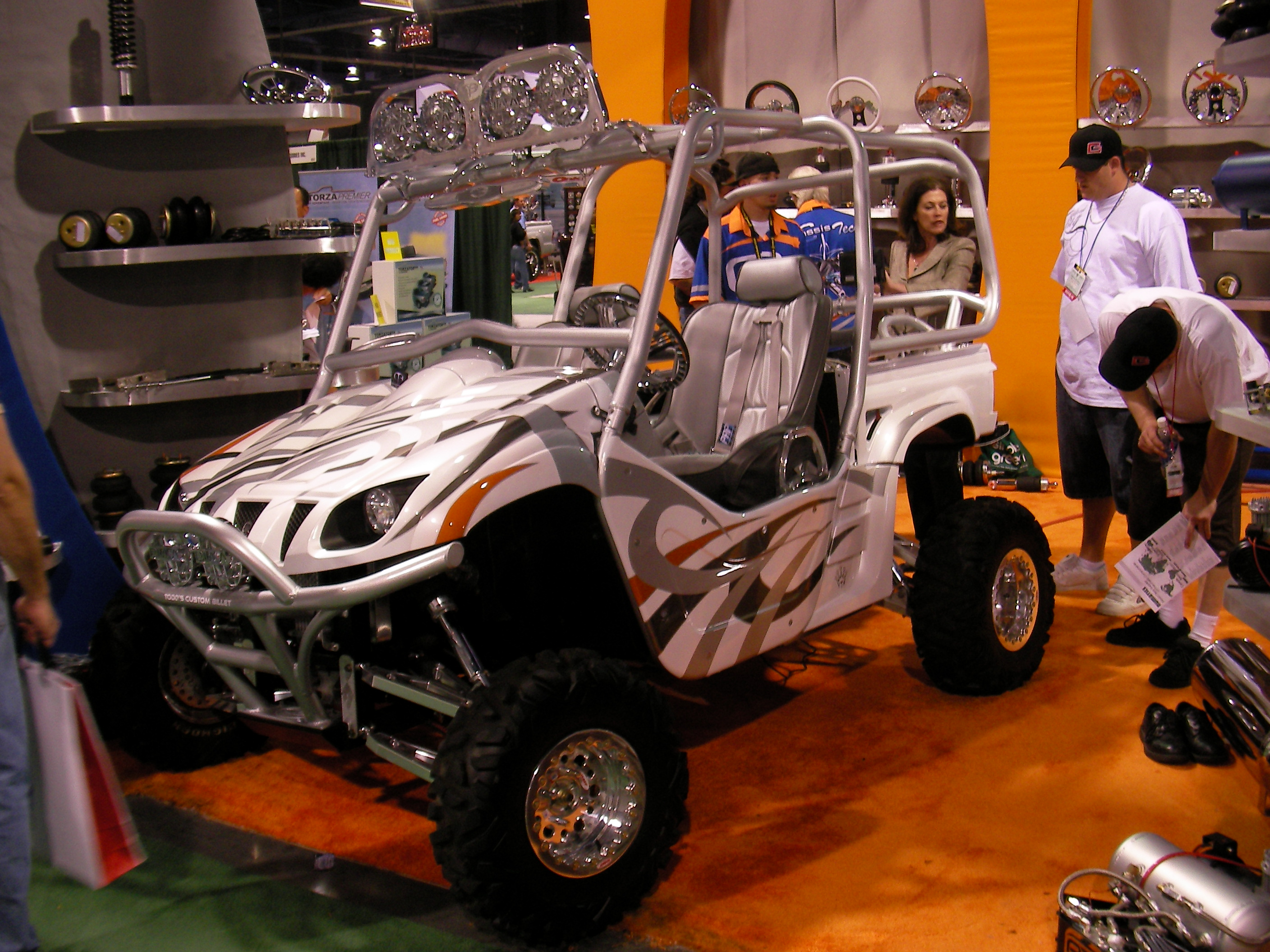
改裝型山葉犀牛

山葉犀牛（Yamaha Rhino）是一部日本山葉發動機推出的兩人座四輪驅動車，歸類為小型越野車，因為可以高度改裝所以在改裝界頗受歡迎。

## 事故
2008年11月中華民國行政院體委會函送至美國消費者產品安全委員會（CPSC）要求調查Yamaha Rhino牌休閒地形車有無產品設計不安全，因為該車於台灣發生30起以上人命車禍，山葉犀牛普遍認知介於高爾夫球車和汽車之間的模糊地帶，其沒有車體包覆的低安全性類似機車；但又有汽車的性能，許多人作為越野用途於崎嶇地行駛因為重量輕而翻覆之外也有許多人當汽車於路上載貨使用，一旦過輕的車體出現緊急動作時容易打滑，撞擊後又沒有任何保護。故引發此種設計本質安全性爭議。

## 內部連結
- 山葉YFZ450

## 外部連結
- Yamaha Motor Corporation （页面存档备份，存于）
- Truth About Rhino （页面存档备份，存于）
- Yamaha Rhino Forums & Owners Community （页面存档备份，存于）
- Rhino Riders